# Таурелл, Николай
Николай Таурелл (первоначально Nicolas Tourot, латинизированная форма — Nicolaus Taurellus, германизированная — Nikolaus Öchslin, 26 ноября 1547 — 28 сентября 1606) — немецкий врач, философ и теолог. Родился в Монбельяре, учился в Геттингене, преподавал медицину в Базеле, Страсбурге и Альтдорфе.

## Философия Таурелла
Задачей его жизни было примирение философии с религией. То примирение, которое давала схоластика, сочетавшая аристотелизм с церковным учением, его не удовлетворяет.
В философии он выступает защитником свободного разумного исследования против авторитета, который «выжег на философии громаднейшее пятно». В области религии он стремится обратиться от различных исповеданий к христианству. Философия и религия восполняют одна другую.
Философия исходит от непосредственно очевидного и чувственного знания и подводит нас к познанию первых причин и сверхчувственного; религия, раскрывая перед нами в откровении сущность сверхчувственного, обратным путём приводит нас к чувственному познанию. Откровенная истина была бы не нужна человечеству, если бы не произошло грехопадение; но теперь мы нуждаемся в ней, наше философское познание должно быть пополнено откровенным учением о благодати.
Лейбниц высоко ценил богословско-философские сочинения Таурелла, усматривая в некоторых из его мыслей идеи, родственные его собственной философии (о прирождённости всех родов знания, о душе, как зеркале вселенной, о происхождении зла из ложно направленной свободной деятельности и т. д.).
Как натурфилософ, Таурелл борется против распространенного в XVII в. одухотворения небесных тел и олицетворения сил природы и склоняется к атомистической точке зрения. Борьба Таурелла против перипатетической философии была, вероятно, вызвана влиянием Рамуса. Протест против гнета аристотелевской философии представляет сочинение Таурелла «Триумф философии» (лат. «Philosophiae triumphus»,1573). Против Цезальпина, пантеизм которого осуждал Таурелл, последним написана книга «Alpes caesae».